# Papereta electoral

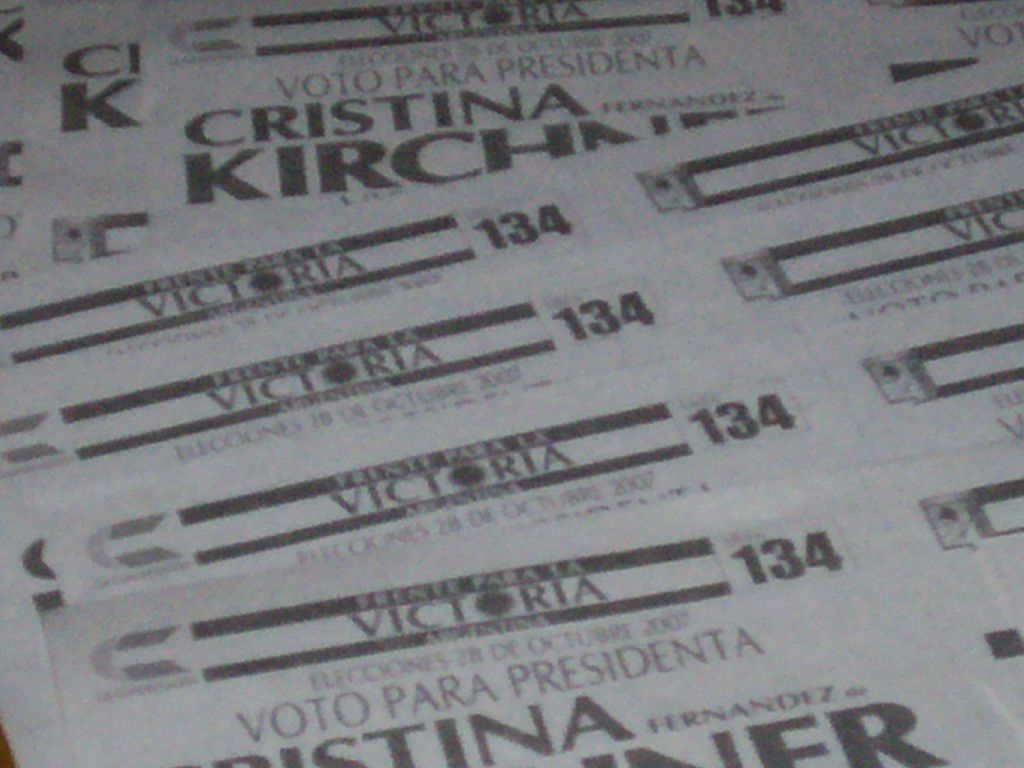
Butlletes electorals de la República Argentina.

Una papereta electoral o butlleta electoral (de l'italià bolleta), és aquell document amb el qual els electors emeten el seu vot en unes eleccions, normalment és un full de paper que s'usa en els comicis per a elegir representants. Es dipositen en urnes ubicades als col·legis electorals
En les butlletes electorals s'hi ofereixen totes les opcions electorals, ja siguin per escollir candidats (llista electoral), triar propostes (plebiscit) o ratificar un governant o disposició legal (referèndum).
En la major part de les eleccions nacionals, hi ha una butlleta única amb totes les opcions, i cada votant ha de marcar les opcions que desitgi, perforant el full o dibuixant una creu segons la norma. En alguns llocs, hi ha diferents butlletes i els votants han d'introduir les que continguin les opcions que prefereixin. L'avantatge de tenir papereta única és que els votants poden accedir a qualsevol opció fàcilment, mentre que en el segon cas l'elector ha d'aconseguir la butlleta correcta. A més, simplifica i disminueix el cost d'imprimir i distribuir els fulls. Presentar diferents fulles per opció té com a avantatges que evita equivocacions, perquè l'elector pot portar el full per endavant, i que permet mostrar la llista completa de candidats.

## Característiques tècniques

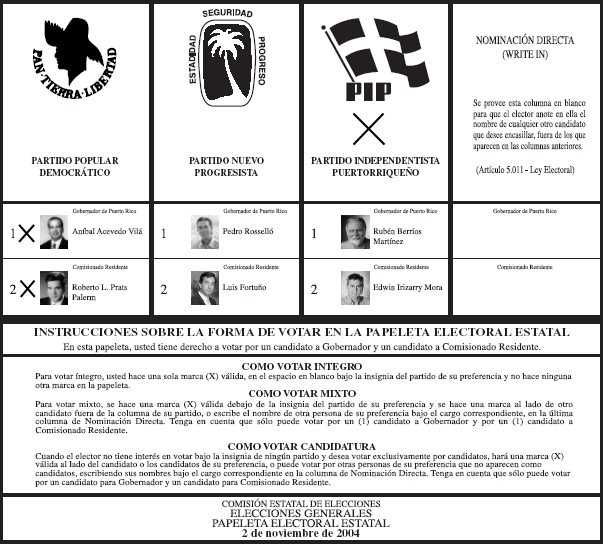
Papereta electoral.

Les butlletes electorals es fabriquen, per regla general, en diversos tipus de paper de seguretat, però en alguns països on es tem el frau electoral, s'agreguen mesures addicionals com el foliat i la signatura dels representants de partits sobre les butlletes, ja que es vol evitar la falsificació o duplicació il·legal de les paperetes.
Durant el segle xix, abans que es perfeccionés el sistema d'elecció que encara utilitzem, eren freqüentment utilitzats llibres en què es registrava el sentit del vot de cada elector, aquest sistema es va descartar doncs en tots els casos es coneixia el sentit del vot dels electors i podien sofrir per això diferents tipus de represàlies.

## El futur de les paperetes
Actualment hi ha altres mitjans per substituir a les butlletes electorals, com ho són les màquines electròniques que immediatament registren el sentit del vot i el processen, atorgant a l'elector, si s'escau, un comprovant en paper.